# Melanitis ganapati
Melanitis ganapati är en fjärilsart som beskrevs av Hans Fruhstorfer 1908. Melanitis ganapati ingår i släktet Melanitis och familjen praktfjärilar. Inga underarter finns listade i Catalogue of Life.